# جيسي مان
جيسي مان (بالإنجليزية: Jesse Mann)‏ هو فيلسوف أمريكي، ولد في 1921، وتوفي في 10 أبريل 2016.